# Villon (Yonne)
 Villon  es una comuna y población de Francia, en la región de Borgoña, departamento de Yonne, en el distrito de Avallon y cantón de Cruzy-le-Châtel.
Está integrada en la Communauté de communes du Tonnerrois .

## Demografía
| 175 | 163 | 150 | 125 | 113 | 100 |
| Para los censos de 1962 a 1999 la población legal corresponde a la población sin duplicidades (Fuente: INSEE [Consultar]) |     |     |     |     |     |